# Szancsal
Szancsal település Romániában, Fehér megyében

## Fekvése
Küküllővártól délnyugatra fekvő település.

## Története
Szancsal (Böszörmény-, Magyar-, Borsjakabháza) Árpád-kori település. Nevét 1252-ben említette először oklevél Zonchel néven.
Szancsal eredetileg a két Küküllő összefolyásánál levő nagyobb földterület neve volt, melynek azt a részét, ahol a mai Szancsal fekszik böszörmény lakóiról Böszörményszancsalnak nevezték.
1252-ben Szancsal felét Márton comes fiai: Balád, Márton és Tamás eladták Herbold comesnek és fivérének Lőrincnek.
Böszörményszancsal délnyugati felén feküdt Magyarszancsal, vagy más néven Borjakabháza.
A 20. század elején Kis-küküllő vármegye Hosszúaszói járásához tartozott.
1910-ben 1782 lakosa volt, melyből 69 magyar, 1373 román, 40 cigány volt. Ebből 1713 görögkatolikus, 32 református, 33 izraelita volt.